# Thomas Springel
Thomas Springel (nascut el 15 de maig de 1959), és un exjugador d'handbol alemany que va competir als Jocs Olímpics d'Estiu de 1984.
El 1984 va formar part de la selecció de la República Federal Alemanya que va guanyar la medalla d'argent a les Olimpíades de Los Angeles. Hi va jugar cinc partits, i va marcar vuit gols.